# ویلمینگتون آیلند (جورجیا)
ویلمینگتون آیلند (به انگلیسی: Wilmington Island) یک منطقهٔ مسکونی در ایالات متحده آمریکا است که در شهرستان چاتهام، جورجیا واقع شده‌است. ویلمینگتون آیلند ۲۴٫۷ کیلومتر مربع مساحت و ۱۵٬۱۳۸ نفر جمعیت دارد و ۳ متر بالاتر از سطح دریا واقع شده‌است.